# CP Cacereño
A CP Cacereño, teljes nevén Club Polideportivo Cacereño egy spanyol labdarúgócsapat. A klubot 1919-ben alapították, jelenleg a negyedosztályban szerepel. 1980-ig a Club Deportivo Cacereño nevet használta.

## Jelenlegi keret
| #  |     | Poszt | Név                    |
| -- | --- | ----- | ---------------------- |
| 1  | ESP | K     | Pablo Vargas           |
| 12 | ESP | K     | Antonio David          |
| 23 | ESP | V     | Miguel Ángel           |
| 3  | ESP | V     | Alejandro Díez Salomón |
| 4  | ESP | V     | Gonzalo Llerena        |
| 5  | ESP | V     | Toto                   |
| 6  | ESP | V     | Roberto Mansilla       |
| 13 | ESP | V     | Álvaro Ocaña           |
| 14 | ESP | V     | Rubén Palero           |
| 10 | ESP | V     | Toni                   |

| #  |     | Poszt | Név           |
| -- | --- | ----- | ------------- |
| 8  | ESP | KP    | Alberto Beato |
| 9  | ESP | KP    | David Cuerva  |
| 10 | ESP | KP    | Aarón         |
| 11 | NED | KP    | Hans Mulder   |
| 16 | ESP | KP    | Pablo Gállego |
| 17 | ESP | KP    | Juan Mejías   |
| 18 | ESP | KP    | Leo Rodríguez |
| 19 | GHA | CS    | Ishmael Antwi |
| 20 | ESP | CS    | José Plata    |

## Statisztika
| Szezon  | Osztály | Poz. | Copa del Rey |
| ------- | ------- | ---- | ------------ |
| 1943/44 | 3ª      | 1.   |              |
| 1944/45 | 3ª      | 7.   |              |
| 1945/46 | 3ª      | 2.   |              |
| 1946/47 | 3ª      | 6.   |              |
| 1947/48 | 3ª      | 4.   |              |
| 1948/49 | 3ª      | 8.   |              |
| 1949/50 | 3ª      | 14.  |              |
| 1950/51 | 3ª      | 1.   |              |
| 1951/52 | 3ª      | 1.   |              |
| 1952/53 | 2ª      | 16.  |              |
| 1953/54 | 3ª      | 2.   |              |
| 1954/55 | 3ª      | 6.   |              |
| 1955/56 | 3ª      | 2.   |              |
| 1956/57 | 3ª      | 2.   |              |
| 1957/58 | 3ª      | 7.   |              |
| 1958/59 | 3ª      | 3.   |              |
| 1959/60 | 3ª      | 6.   |              |
| 1960/61 | 3ª      | 1.   |              |

| Szezon  | Osztály    | Poz. | Copa del Rey |
| ------- | ---------- | ---- | ------------ |
| 1961/62 | 3ª         | 3.   |              |
| 1962/63 | 3ª         | 3.   |              |
| 1963/64 | 3ª         | 4.   |              |
| 1964/65 | 3ª         | 2.   |              |
| 1965/66 | 3ª         | 4.   |              |
| 1966/67 | 3ª         | 7.   |              |
| 1967/68 | 3ª         | 1.   |              |
| 1968/69 | 3ª         | 4.   |              |
| 1969/70 | 3ª         | 16.  |              |
| 1970/71 | Regionális | —    |              |
| 1971/72 | 3ª         | 14.  |              |
| 1972/73 | Regionális | —    |              |
| 1973/74 | 3ª         | 17.  |              |
| 1974/75 | Regionális | —    |              |
| 1975/76 | 3ª         | 8.   |              |
| 1976/77 | 3ª         | 11.  |              |
| 1977/78 | 3ª         | 1.   |              |
| 1978/79 | 2ªB        | 18.  |              |

| Szezon  | Osztály | Poz. | Copa del Rey |
| ------- | ------- | ---- | ------------ |
| 1979/80 | 3ª      | 5.   |              |
| 1980/81 | 3ª      | 4.   |              |
| 1981/82 | 3ª      | 1.   |              |
| 1982/83 | 3ª      | 3.   |              |
| 1983/84 | 3ª      | 3.   |              |
| 1984/85 | 3ª      | 3.   |              |
| 1985/86 | 3ª      | 3.   |              |
| 1986/87 | 3ª      | 1.   |              |
| 1987/88 | 2ªB     | 19.  |              |
| 1988/89 | 3ª      | 3.   |              |
| 1989/90 | 3ª      | 2.   |              |
| 1990/91 | 3ª      | 2.   |              |
| 1991/92 | 3ª      | 2.   |              |
| 1992/93 | 2ªB     | 5.   |              |
| 1993/94 | 2ªB     | 12.  |              |
| 1994/95 | 2ªB     | 19.  |              |

| Szezon  | Osztály | Poz. | Copa del Rey |
| ------- | ------- | ---- | ------------ |
| 1995/96 | 3ª      | 1.   |              |
| 1996/97 | 2ªB     | 12.  |              |
| 1997/98 | 2ªB     | 1.   |              |
| 1998/99 | 2ªB     | 14.  |              |
| 1999/00 | 2ªB     | 18.  |              |
| 2000/01 | 3ª      | 4.   |              |
| 2001/02 | 3ª      | 1.   |              |
| 2002/03 | 2ªB     | 6.   |              |
| 2003/04 | 2ªB     | 17.  |              |
| 2004/05 | 3ª      | 7.   |              |
| 2005/06 | 3ª      | 9.   |              |
| 2006/07 | 3ª      | 4.   |              |
| 2007/08 | 3ª      | 9.   |              |
| 2008/09 | 3ª      | 2.   |              |
| 2009/10 | 2ªB     | 15.  |              |
| 2010/11 | 2ªB     | 13.  |              |
| 2011/12 | 2ªB     | 7.   |              |
| 2012/13 | 2ªB     | 12.  |              |
| 2013/14 | 2ªB     | 10.  |              |
| 2014/15 | 2ªB     | 12.  |              |
| 2015/16 | 2ªB     | 16.  |              |
| 2016/17 | 3ª      | —    |              |

## Ismertebb játékosok
| - Fabiani - Nuno Afonso - Manuel Ahumada - Ángel Alcázar - Raul Borrero - Abel Camacho - Pedro Campos - Enrique - Luismi - Manolo - Juan Carlos Pedraza - Tariq Spezie - Ito |

## Külső hivatkozások
- Hivatalos weboldal (spanyolul)
- Futbolme (spanyolul)